# Franz Beutel
Franz Beutel (21. ledna 1867 Růžová – 12. srpna 1933 Ústí nad Labem)) byl československý politik německé národnosti, meziválečný poslanec a senátor Národního shromáždění.

## Biografie
Narodil se v starousedlé rodině drobného rolníka. V mládí přesídlil do Ústí nad Labem. Zde absolvoval obecní i měšťanskou školu a vyučil se typografem. Pobýval na vandru v Německu, Švýcarsku a Rakousku. Politicky aktivní byl již za Rakouska-Uherska. V roce 1889 se stal členem rakouské sociální demokracie v Liberci. Od roku 1890 se angažoval v dělnických spolcích a zakládal ústecký list Gesellschafter, později Volksrecht. Od roku 1903 byl v Ústí n. L. tajemníkem a posléze i správcem Okresní nemocenské pojišťovny. Ústecký ústav patřil díky jeho vedení mezi přední sociální instituce tohoto typu v zemi. Zasloužil se o zřízení dělnického sanatoria v Ryjicích. V tomto regionu neúspěšně kandidoval na poslance Českého zemského sněmu.
Ve volbách do Říšské rady roku 1907 se stal poslancem Říšské rady (celostátní parlament), kam byl zvolen za okrsek Čechy 109. Usedl do poslanecké frakce Klub německých sociálních demokratů. Ve vídeňském parlamentu setrval do konce funkčního období sněmovny, tedy do roku 1911.
Politické dráze se věnoval i po vzniku Československa. V parlamentních volbách v roce 1920 získal za Německou sociálně demokratickou stranu dělnickou v ČSR mandát v Národním shromáždění. V parlamentních volbách v roce 1925 získal senátorské křeslo v Národním shromáždění. Mandát obhájil v parlamentních volbách v roce 1929. Senátorem byl do své smrti roku 1933. Pak místo něj nastoupil Josef Goth.
Podle údajů k roku 1920 byl profesí správcem pokladny v Ústí nad Labem. Tento post si udržel až do sklonku života. Z funkce ředitele okresní nemocenské pokladny v Ústí nad Labem odešel teprve dva roky před smrtí, kdy nastoupil do penze.
Na stranické schůzi byl v červnu 1933 postižen silným záchvatem mrtvice. V srpnu pak následoval další záchvat, na jehož následky zemřel.